# ناحیه آیه‌یاروادی
ناحیه آیه‌یاروادی (به Latin (disambiguation): Ayeyarwady Region) یک ناحیه در کشور Burma است که در جنوب آن واقع شده‌است. مرکز این ناحیه شهر Pathein است.

## خصوصیات
ناحیه آیه‌یاروادی ۳۵٬۱۳۸ کیلومترمربع مساحت و ۶٬۱۷۵٬۱۲۳ نفر جمعیت دارد.